# Nebenkrone
Als Nebenkrone, auch Nebenperigon oder Paracorolla sowie Corona, werden in der Botanik bei manchen Bedecktsamern auftretende kronenartige Gebilde neben der eigentlichen Blütenkrone bezeichnet. Bei einigen Nelkengewächsen entsteht die Nebenkrone durch einen zungenförmigen, manchmal auch gelappten Auswuchs (Ligula) der Blütenblätter. Sie kann aber auch durch Verbreiterungen an der Basis der Staubblätter gebildet werden, die miteinander verwachsen sein können (Bsp. Narzissen). Eine Nebenkrone bildet auch der bei Passionsblumengewächsen innerhalb der Blütenkrone befindliche und meist aus zahlreichen fädigen Fortsätzen (Staminodien) bestehende Strahlenkranz.  

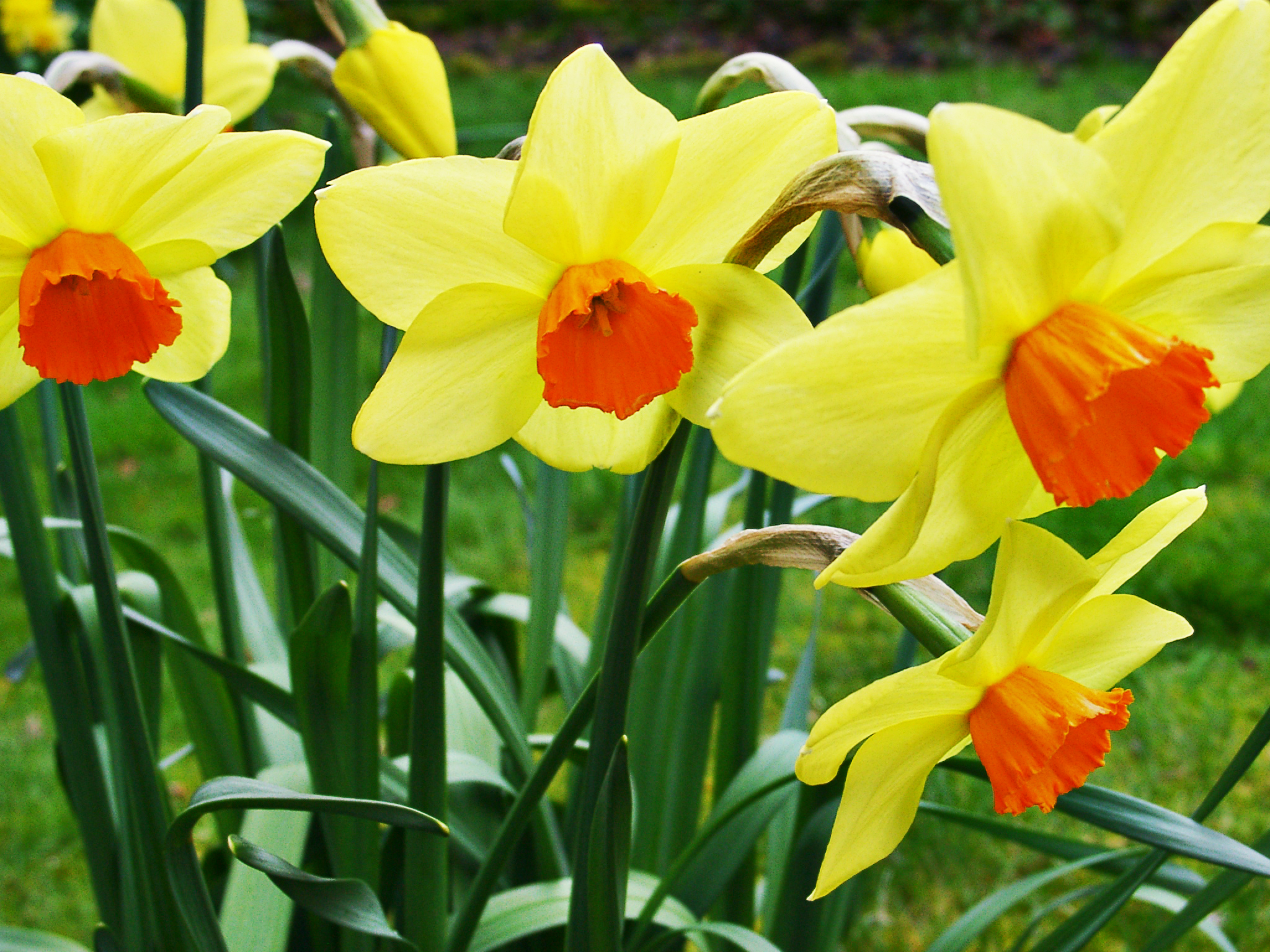
Narzissen mit auffällig gefärbter Nebenkrone, die aus Staubblättern hervorgegangen ist
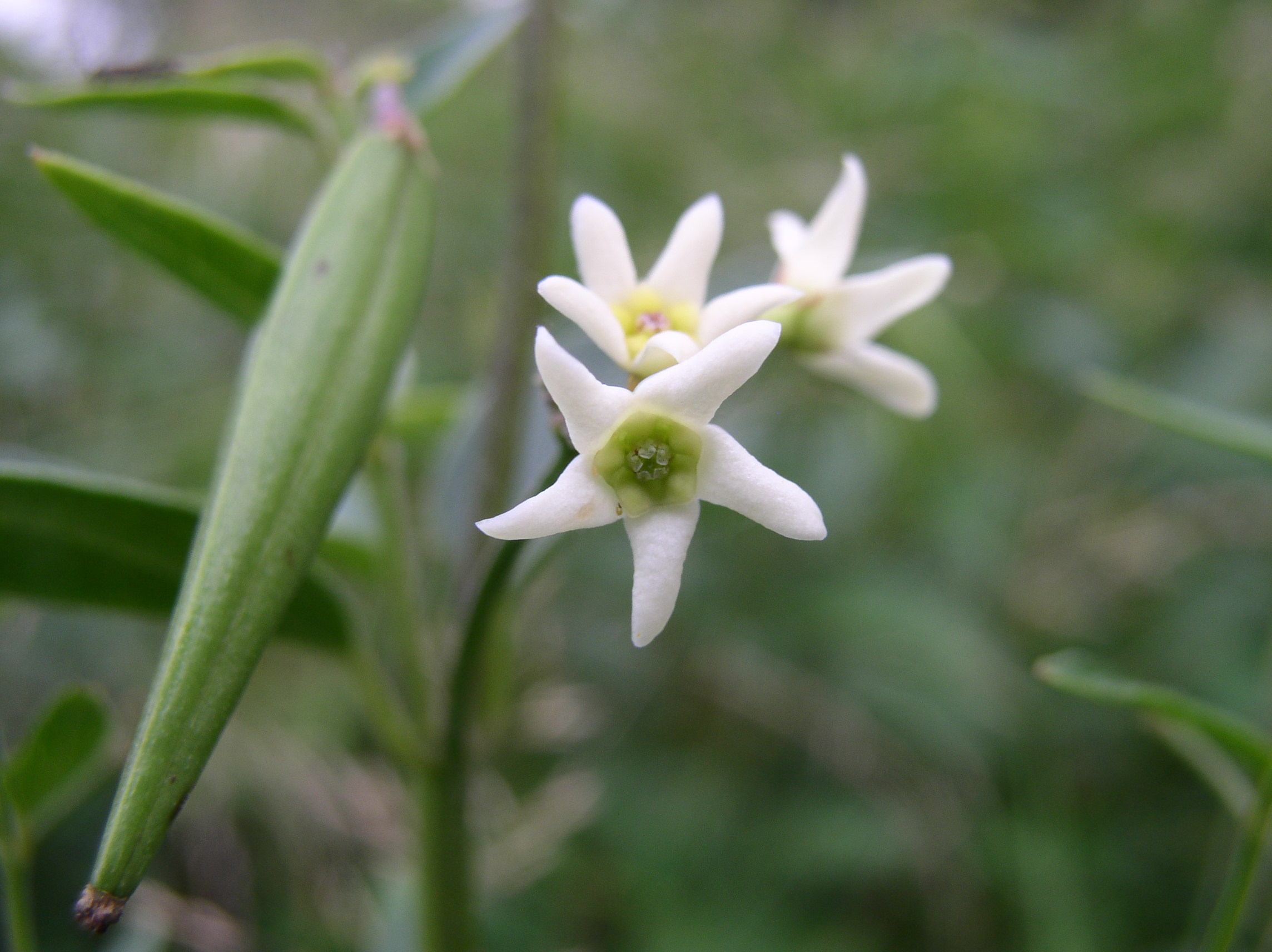
Staubblätter bilden auch bei der Schwalbenwurz eine Nebenkrone
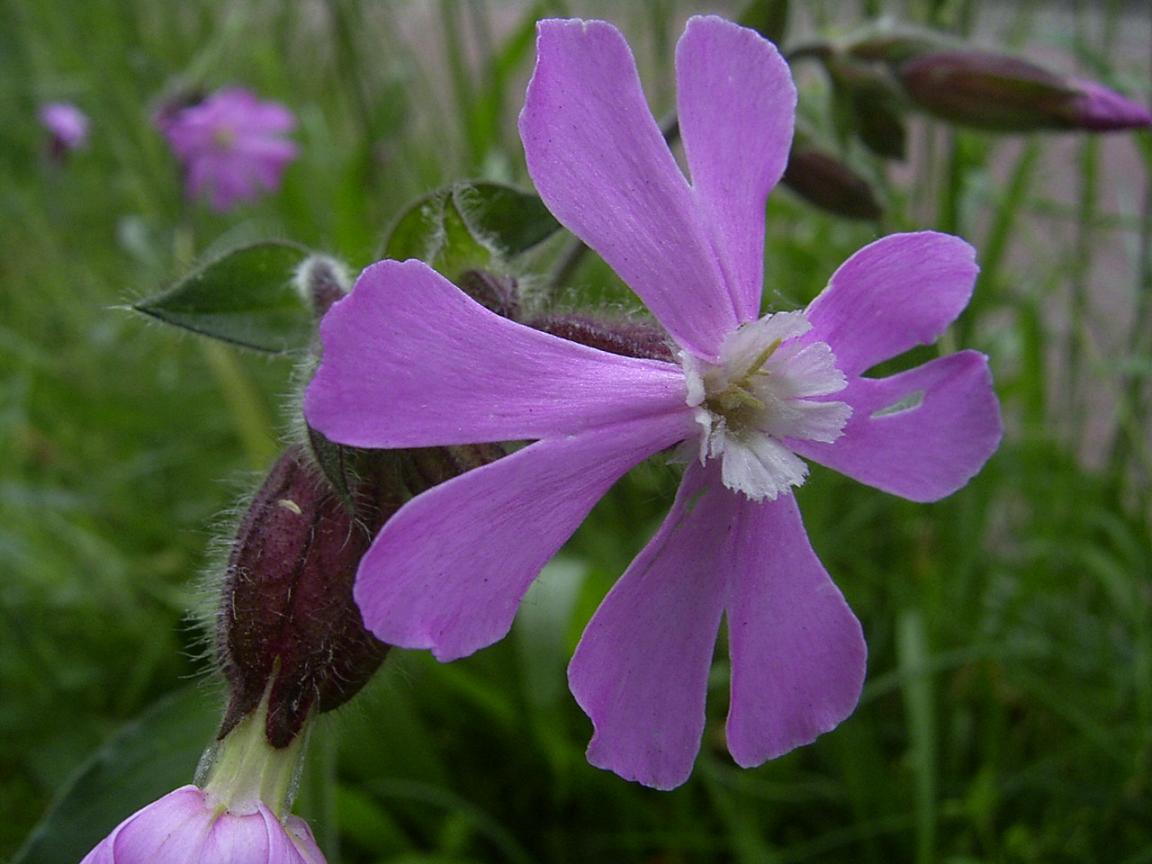
2-lappige Ligulae bilden die Nebenkrone der Roten Lichtnelke
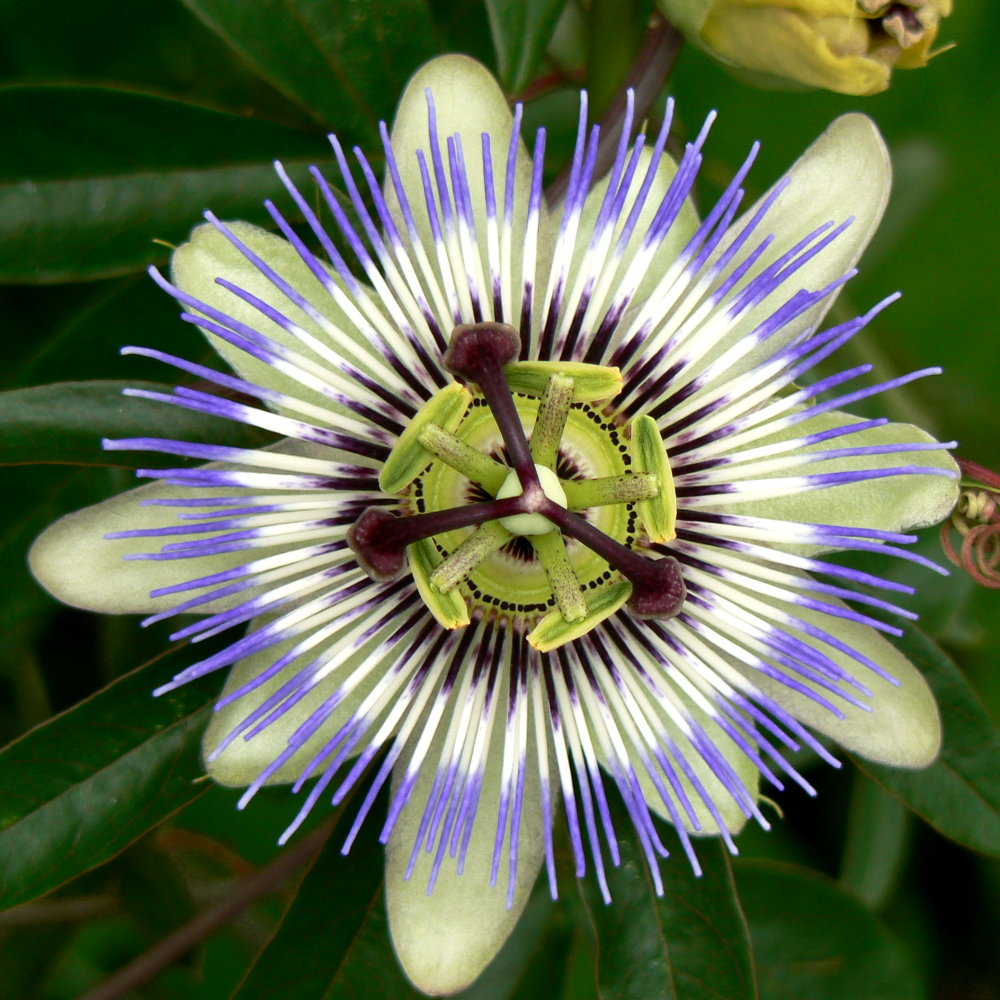
Blaue Passionsblume mit fädigem Strahlenkranz